# ドラゴンクエスト エデンの戦士たち
『ドラゴンクエスト エデンの戦士たち』（ドラゴンクエスト エデンのせんしたち）は、藤原カムイによる日本の漫画作品。『月刊少年ガンガン』（エニックス（現・スクウェア・エニックス）刊）にて2001年2月号から2006年1月号まで連載された。3DS版『VII』の発売が迫った頃に新装版として再び発売された。

## 概要
ゲーム『ドラゴンクエストVII エデンの戦士たち』のストーリーに忠実ではあるが、オリジナルのキャラや要素の追加（作者自身の『ドラゴンクエスト列伝 ロトの紋章』を髣髴させるものや『ドラゴンクエストモンスターズ キャラバンハート』から連想されるキーファの新要素など）があり、作者による新たな魅力を持った「エデンの戦士たち」が描かれている。

## 設定
ゲームでは見られない漫画版オリジナルの設定を以下に挙げる。
- ゲーム版には登場しないキャラクターが数名登場する。
- ゲーム内では海底神殿にて左腕にあることが明らかにされているアルスの紋章が右腕にある。
- ゲーム内に存在しないオリジナルの呪文、特技が存在する。例えば「ストップ・ザ・ワールド」「ヘルスパーク」など。
- 主人公アルスと一緒にいるトカゲは最初からいたわけではなく、途中から仲間に加わった設定になっている。「ゲレゲレ」と名づけられ、ある事をきっかけに人の言葉を喋れるようになる。
- デス・アミーゴは人間だった頃、マロニエという猫を溺愛していたが、その猫を家畜の牛に殺された事で人間を恨み、それを魔王に付け込まれて魔物になった過去が描かれている。また、マチルダに惚れていたが、アルスらに敗北した後、マチルダの死を知り愕然とし戦意を失う。詫びとしてガボを狼に戻そうとするも失敗して言葉を話せるようにしてしまったが、ガボは「アルス達と一緒だ」と満足し、そして「悪いのは魔王の方だ」と許され和解する。その後、ガボに封印され現在で復活した頃には人間に戻っており、そこでホンダラと意気投合し、共に生活している。
- 敵モンスターのプチット族が序盤で登場し、その後もやられキャラとして数回登場する。
- ゲーム版では単なる中ボスであるメディルの使いが幹部クラスの悪役として登場する。
- 主要人物の人間関係がゲーム上と異なる部分がある。キーファとマリベルが恋愛的な関係にあったのが大きな一例（そのためユバール族の休息地でキーファ離脱時の理由が変更されている）。なお、藤原カムイのウェブサイト上の初期設定集には「マリベルはアルスに好意を抱き、キーファには無関心」など、製作過程上で設定変更を伺わせる記述が見られる。
- ダイアラック、グリンフレーク、ダーマ神殿などの一部物語が短縮または存在しなくなっている。
- 原作者は単行本14巻でオリジナルの設定に変更した理由について、ゲームではキーファ離脱が深く描かれていなかったので感動的にしたかったと述べ、ダーマ神殿のストーリーは転職システムを漫画で描くのは難しく描きたくないのでカット、短縮化したと述べている。

## 作品の今後
2006年2月号以降は休載とされている。しかし、休載からすでに数年が経過しており作者が別の作品を執筆し続けている事から、再開の可能性は非常に低い。このことについて作者の藤原は、「エデンは正直、打ち切られたというより、打ち切った。すでに完成されたものに対してオリジナル要素を加えることに異常な拒否反応を示す向きの方もおられるのも確かで、そうした煩わしさから逃れたい気持ちがあったから」とHPで明かしている。
また、スクウェア・エニックスのWEBサイト『目覚めし冒険者の広場』のキャンペーンサイトでは本作の単行本を「全14巻」と表記しており、完結したことになっている。

## 書誌情報
- 藤原カムイ『ドラゴンクエストエデンの戦士たち』エニックス〈ガンガンコミックス〉。
  - 第1巻 - 2001年8月発売、ISBN 4757504918
  - 第2巻 - 2001年11月発売、ISBN 4757505582
  - 第3巻 - 2002年3月発売、ISBN 4757506317
  - 第4巻 - 2002年7月発売、ISBN 4757507186
  - 第5巻 - 2002年11月発売、ISBN 4757508123
  - 第6巻 - 2003年3月発売、ISBN 4757508727
  - 第7巻 - 2003年7月発売、ISBN 4757509685
  - 第8巻 - 2003年11月発売、ISBN 4757510497
  - 第9巻 - 2004年3月発売、ISBN 4757511426
  - 第10巻 - 2004年7月発売、ISBN 4757512198
  - 第11巻 - 2004年11月発売、ISBN 4757512988
  - 第12巻 - 2005年3月発売、ISBN 4757513674
  - 第13巻 - 2005年8月発売、ISBN 4757514743
  - 第14巻 - 2006年3月発売、ISBN 4757516231
- 藤原カムイ『ドラゴンクエストエデンの戦士たち』エニックス〈ガンガンコミックスリミックス〉。
  - 第1巻 - 2013年2月発売、ISBN 9784757538894
  - 第2巻 - 2013年2月発売、ISBN 9784757538900